# Internationale Bauausstellung Fürst-Pückler-Land

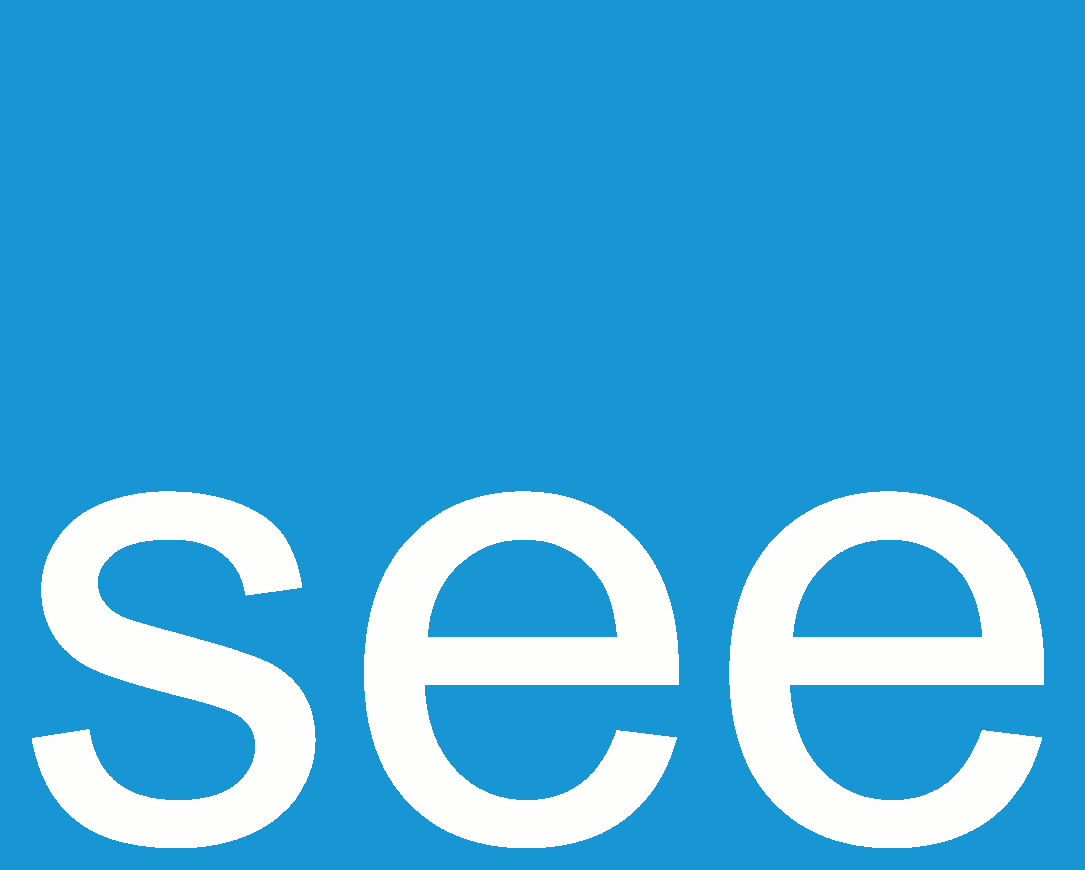
Logo der IBA Fürst-Pückler-Land

Die Internationale Bauausstellung (IBA) Fürst-Pückler-Land war zwischen 2000 und 2010 ein Instrument des Strukturwandels in der Niederlausitz (im südlichen Brandenburg sowie im nordöstlichen Sachsen), einer Industrielandschaft, die über Jahrzehnte hinweg vom Braunkohle-Tagebau bestimmt war.

## Projekte in der Region

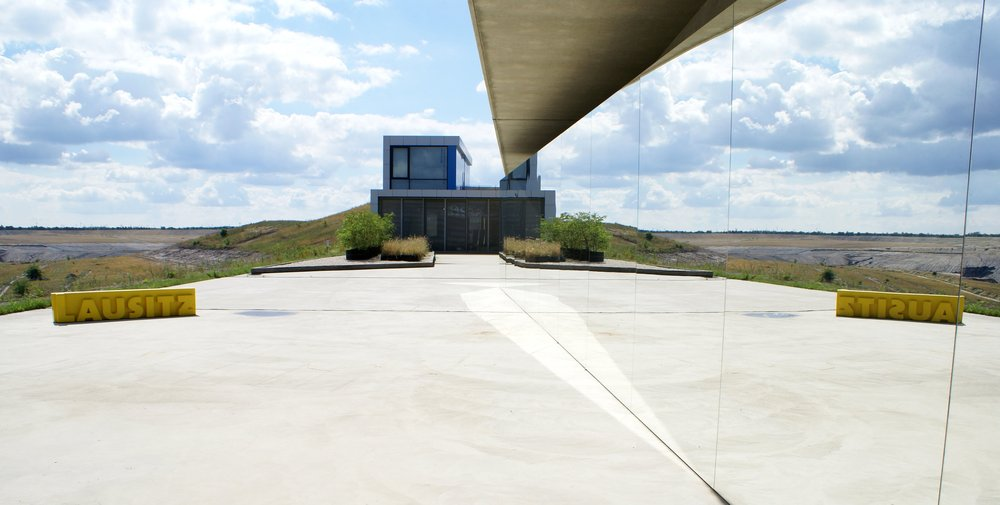
IBA-Auftaktgebiet Großräschen

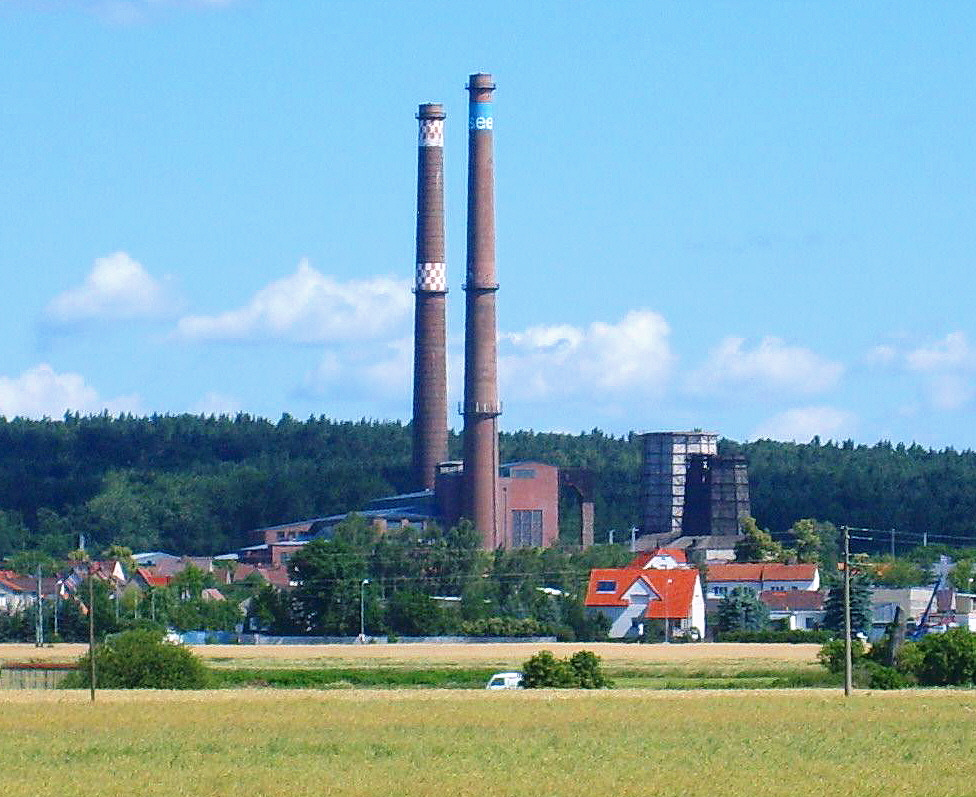
Erlebnis-Kraftwerk Plessa

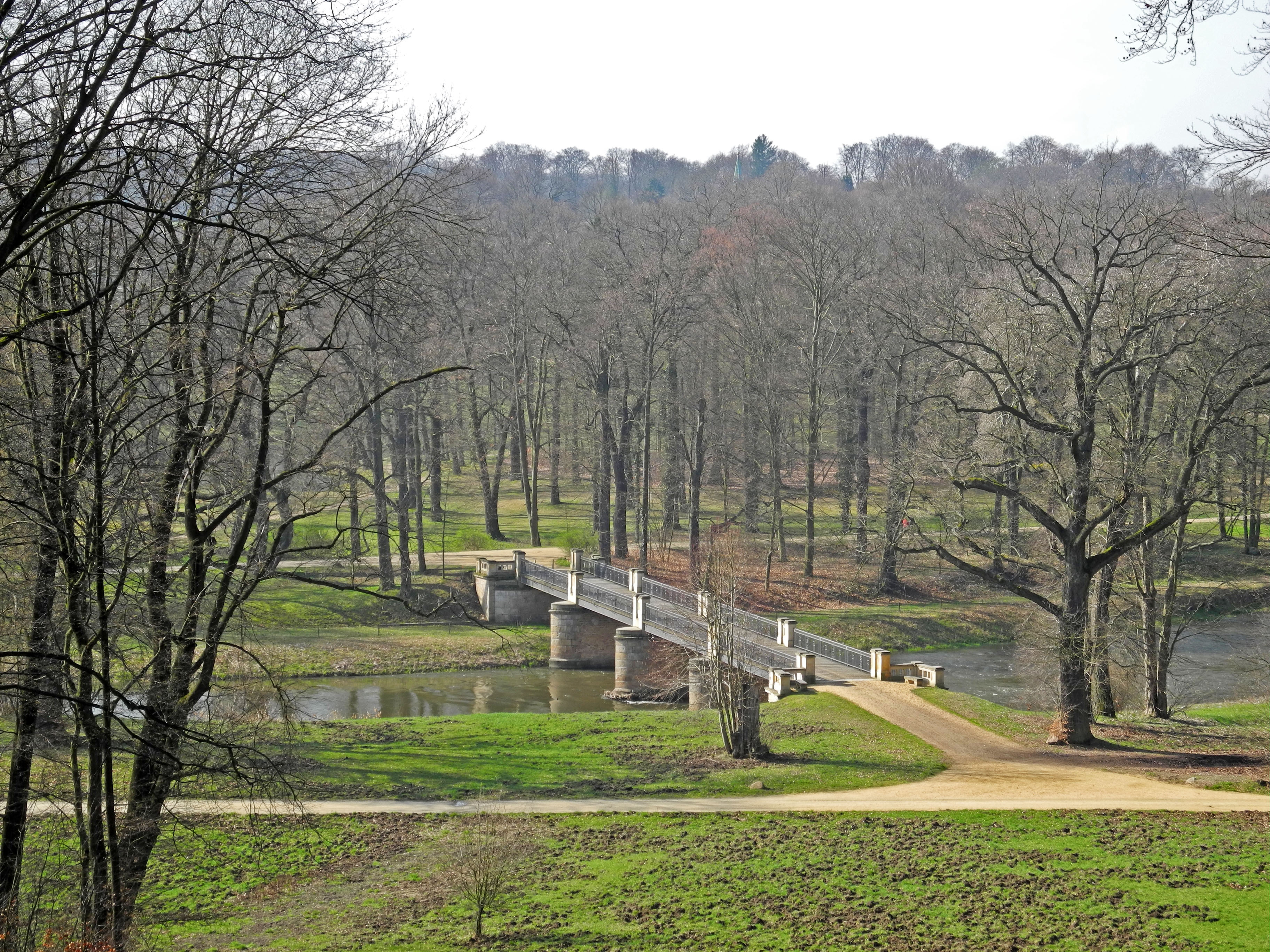
Fürst-Pückler-Park Bad Muskau

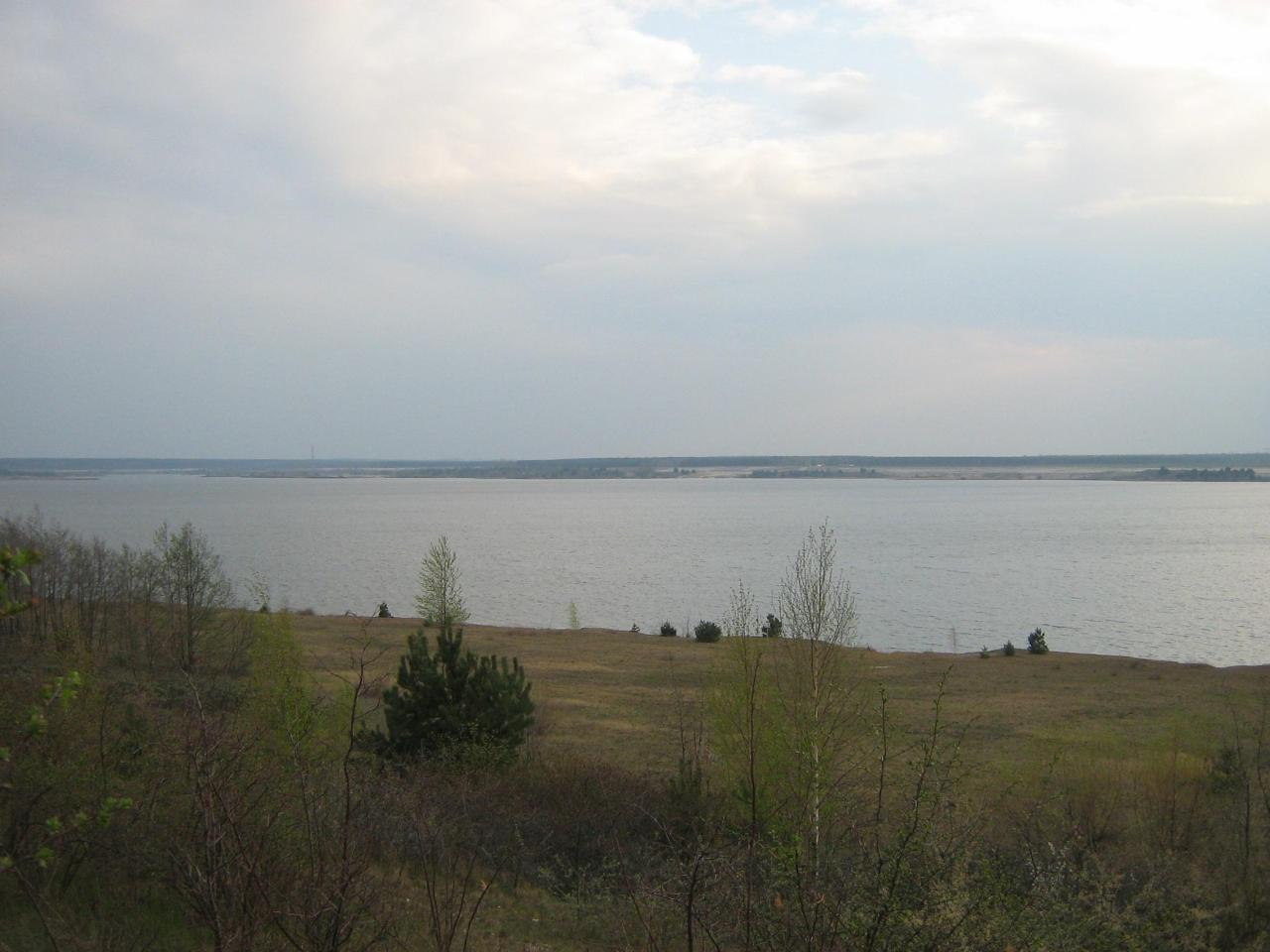
Sedlitzer See

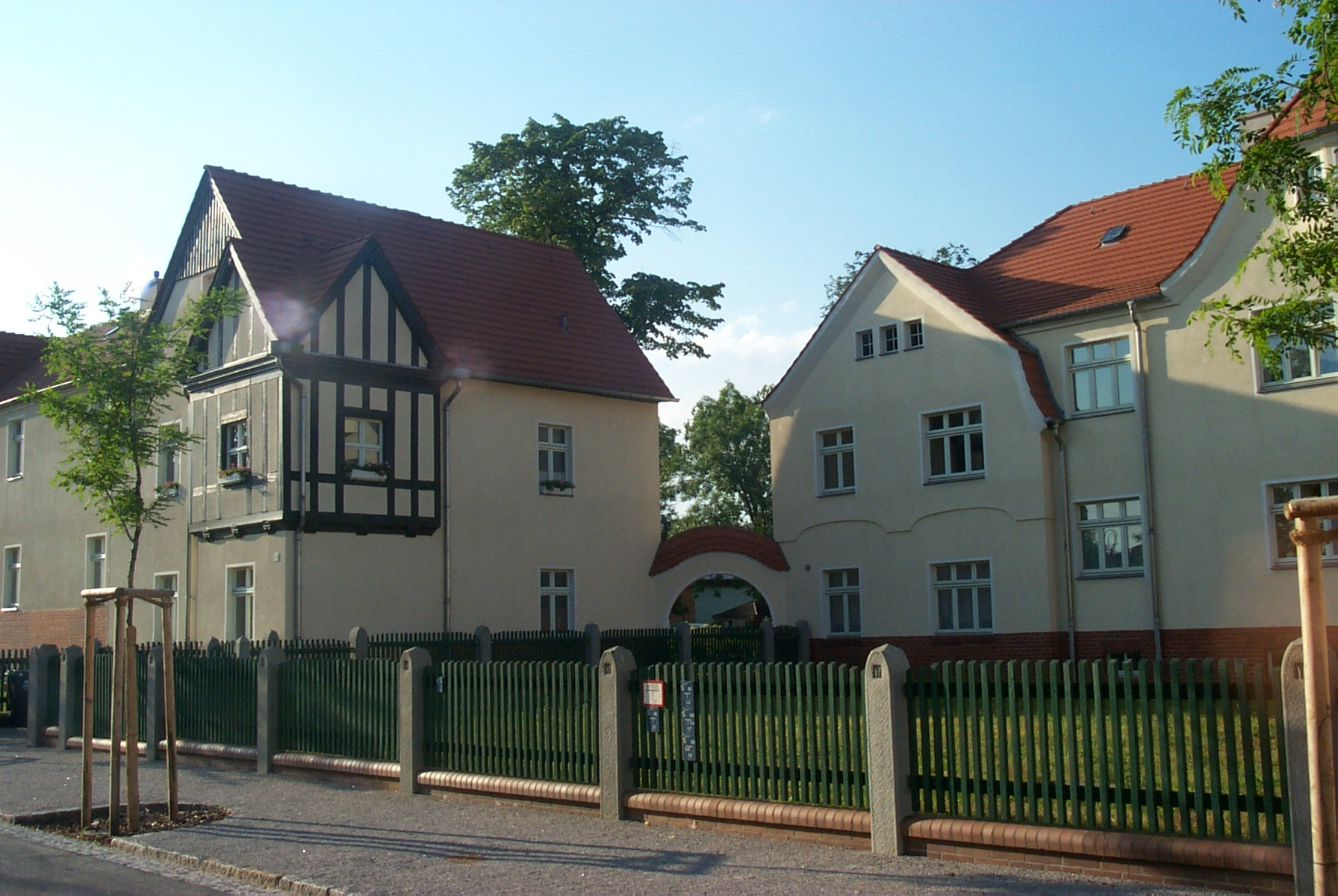
Gartenstadt Marga

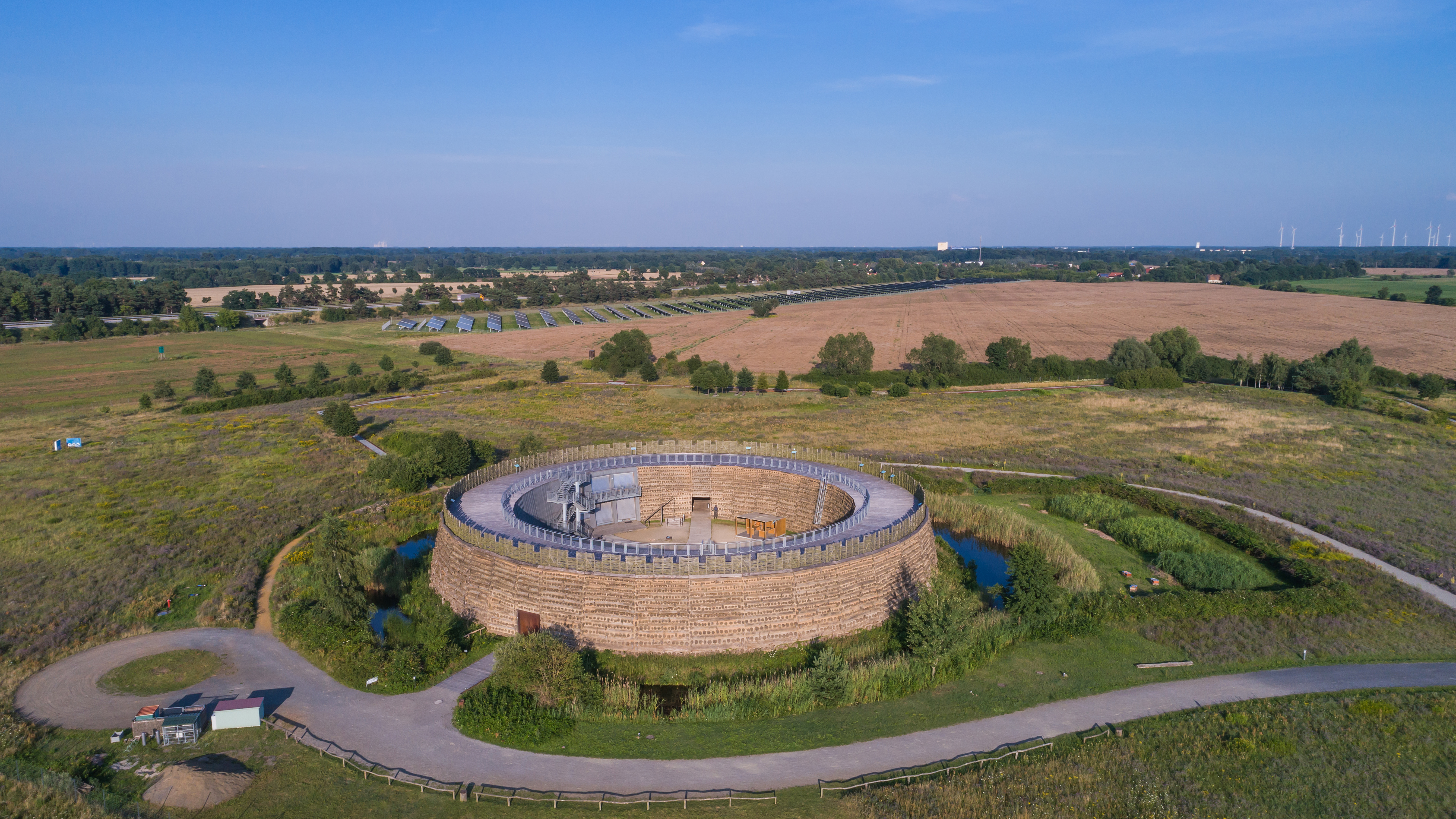
Slawenburg Raddusch

Mit 30 konkreten einzelnen Projekten im Raum zwischen den Orten Guben und Lauchhammer/Plessa sowie zwischen Luckau und Bad Muskau versuchte die IBA seit dem Jahr 2000, dem Strukturwandel wirtschaftliche, künstlerische und ökologische Impulse zu geben. Zwei der Projekte reichten auch bis ins polnische Gubin. Das Projekt wurde 2009 vom Bundesverkehrsministerium mit dem Nationalen Preis für integrierte Stadtentwicklung und Baukultur ausgezeichnet.
Die IBA Fürst-Pückler-Land begann am 1. Januar 2000 und endete planmäßig am 31. Dezember 2010. Noch bis Ende 2012 wurden die einzelnen Projekte abgeschlossen und die Internationale Bauausstellung Fürst-Pückler-Land GmbH abgewickelt.
| Projekte der IBA Fürst-Pückler-Land | Projekte der IBA Fürst-Pückler-Land     | Projekte der IBA Fürst-Pückler-Land   |
| ----------------------------------- | --------------------------------------- | ------------------------------------- |
| Projekt 1:                          | IBA-Auftaktgebiet Großräschen-Süd       | „Im Zentrum des IBA-Gedankens“        |
| Projekt 2:                          | Industriepark + Gartenstadt Marga       |                                       |
| Projekt 3:                          | Besucherbergwerk Abraumförderbrücke F60 | „Liegender Eiffelturm der Lausitz“    |
| Projekt 4:                          | Biotürme Lauchhammer                    | „Castel del Monte der Lausitz“        |
| Projekt 5:                          | Erlebnis-Kraftwerk Plessa               | „Kraftwerk im Wandel“                 |
| Projekt 6:                          | Kunstlandschaft Pritzen                 | „Kunst von der Insel“                 |
| Projekt 7:                          | Schwimmende Häuser Gräbendorfer See     | „Auf Tauchstation im Tagebau“         |
| Projekt 8:                          | Landschaftsprojekt Welzow-Süd           | „Von Gigantenhand gestreiftes Land“   |
| Projekt 9:                          | Energielandschaft Welzow                | „Sonne, Wind und Biomasse“            |
| Projekt 10:                         | Wasserlandschaft Sedlitzer See          | „Weitsicht im Seenland“               |
| Projekt 11:                         | Schwimmende Häuser Geierswalde          | „Wohnen auf den Wellen“               |
| Projekt 12:                         | SeeStadt Senftenberg                    | „Stadtumbau am See“                   |
| Projekt 13:                         | Slawenburg Raddusch                     | „Burgenbauer aus früheren Welten“     |
| Projekt 14:                         | Kulturlandschaft Fürstlich Drehna       | „Vom Vergessen verschont“             |
| Projekt 15:                         | Sielmanns Naturlandschaft Wanninchen    | „Schroffe Naturschönheiten“           |
| Projekt 16:                         | Wasserreich Spree                       | „Geheimnisvolles Fließlabyrinth“      |
| Projekt 17:                         | Cottbuser Ostsee                        | „Wasser in Sicht“                     |
| Projekt 18:                         | Großsiedlung Sachsendorf-Madlow         | „Neues Leben in alter Platte“         |
| Projekt 19:                         | Fürst-Pückler-Park Branitz              | „Landschaftsgeist und Pyramidenseele“ |
| Projekt 20:                         | Muskauer Faltenbogen                    | „Geformt von Eis und Kohle“           |
| Projekt 21:                         | Fürst-Pückler-Park Bad Muskau           | „Geadeltes Erbe“                      |
| Projekt 22:                         | Gubener Wolle – Neißeinsel – Haus Wolf  | „Brückenschlag über die Neiße“        |
| Projekt 23:                         | Frankfurter Straße                      | „Deutsch-Polnische Grenzerfahrung“    |
| Projekt 24:                         | ENERGIE-Route Lausitzer Industriekultur | „Reise zu den Riesen“                 |
| Projekt 25:                         | Fürst-Pückler-Weg                       | „500 Kilometer durch die Zeit“        |

## Vorläufer Ruhrgebiet
In ihrer Konzeption ähnelt sie der bekannten IBA Emscher Park im Ruhrgebiet (1989–1999). Ebenso wie das Ruhrgebiet ist auch die Lausitz eine altindustriell geprägte Region in der wirtschaftlichen Krise. Mit der Umnutzung nicht mehr benötigter Industrieanlagen – wie dem Besucherbergwerk F60 – dem behutsamen Neubau und der Inwertsetzung und Inszenierung der bizarren „Mondlandschaft“ des Tagebaus soll der Region eine Perspektive gegeben werden, beispielsweise in Richtung Tourismus. So wurde 2005 der 500 Kilometer lange Radfernweg Fürst-Pückler-Weg eingeweiht, der nahezu alle IBA-Projekte miteinander verbindet.

## Filmografie
- Vom Mars zum Seenland, Dokumentation, Produktion: Wolfgang Albus i. A. des RBB, Erstausstrahlung: 25. August 2010, 45 min.
- Träume der Lausitz, Dokumentation, Regie: Bernhard Sallmann, Deutschland 2009 (rbb, MDR; Förderpreis der DEFA-Stiftung)